# Kim Deal
Kim Ann Deal (Dayton, Ohio, Estados Unidos, 10 de junio de 1961) es una cantante, bajista, guitarrista y compositora estadounidense. A pesar de haber participado en varios proyectos, Deal es conocida por haber sido miembro de Pixies y The Breeders.

## Biografía
Deal se unió a Pixies en enero de 1985 como bajista, apareciendo en los créditos de los dos primeros álbumes, Come on Pilgrim y Surfer Rosa, bajo el nombre Mrs. John Murphy (John Murphy era su esposo en aquella fecha). Después de Doolittle, Pixies entró en un periodo de inactividad y Deal formó The Breeders junto con su hermana gemela, y pronto sacaron a la venta su primer disco, titulado Pod. Después de que los miembros de Pixies volvieran a producir canciones, Deal consideró que fue minimizada por el principal compositor Black Francis, lo que provocó la ruptura de la banda en 1993.
Deal se concentró de nuevo en The Breeders, y sacaron a la venta su álbum más popular Last Splash en 1993. En 1994, la banda entró en un período de inactividad, luego de que la hermana de Kim Deal, Kelley Deal, entrara en rehabilitación por abuso de drogas. Este descanso duró ocho años, pero Deal los aprovechó para formar otra banda, The Amps, que solamente lanzó un álbum: Pacer. El tercer álbum de The Breeders, Title TK, fue lanzado en el 2002, pero las críticas no lo favorecieron.
En el 2004, Pixies se reunió de nuevo, originalmente para una gira, sin planes de lanzar nuevos trabajos, pero el inesperado éxito de la misma la empujó a trabajar en el lanzamiento de un nuevo álbum en el 2007. El primer trabajo de Pixies desde 1993, una canción llamada "Bam Thwok" escrita por Deal, fue vendida exclusivamente en iTunes y alcanzó el primer lugar de descargas en el Reino Unido.
No obstante, a inicios del 2008, Black Francis declaró que el nuevo disco no iba a realizarse. Por otro lado, Deal continuó trabajando con The Breeders, lanzando un nuevo álbum, Mountain Battles, en el 2008.

## Discografía en solitario
- Nobody Loves You More (4AD, 2024)

### Colaboraciones
Entre los diversos proyectos en los cuales Deal ha colaborado, se encuentran un dúo con Tanya Donelly en un cover de "You and Your Sister" de Chris Bell, realizado por This Mortal Coil; "Little Trouble Girl", con Sonic Youth; "Tales (Live From The Crypt" de The Four Carnations; y "Nadie Dijo Nada" de la banda de Punk y ska mexicana Tijuana No!